# Sprache, Wahrheit und Logik
Die Schrift Sprache, Wahrheit und Logik (Originaltitel: Language, Truth and Logic) von Alfred Jules Ayer erschien 1936 und behandelt eine Reihe zentraler philosophischer Fragenkomplexe auf der Grundlage des logischen Empirismus. Das Werk gilt bis heute als eine seiner bedeutendsten Programmschriften. Im Mittelpunkt steht die Kritik an der Metaphysik, die die Regeln des sinnvollen Sprachgebrauchs missachte.

## Inhalt
Ayers Hauptinteresse gilt der Eigenschaft metaphysischer Aussagen. Er unterscheidet zwischen Sätzen, Aussagen und Propositionen. Eine Aussage ist das, „was Sätze ausdrücken“ (14), das Gemeinsame zweier ineinander übersetzbarer Sätze (11f.). Aussagen können sinnvoll oder sinnlos sein.
Propositionen sind sinnvolle Aussagen. Sie sind dadurch gekennzeichnet, dass sie sich zumindest grundsätzlich verifizieren lassen. Diese Eigenschaft können analytische und empirische Aussagen aufweisen. Das Verifikationsprinzip lässt sich nach Ayer wie folgt definieren:

„Auf eine einfache Formel gebracht würde es besagen, dass ein Satz wissenschaftlich nur dann sinnvoll sei, wenn die durch ihn ausgedrückte Proposition entweder analytisch oder empirisch verifizierbar ist.“

Analytische Propositionen beziehen sich „auf die Struktur der Sprache“ (92) und ihre durch Konvention überkommenen Regeln. Empirische Propositionen haben „eine wirkliche oder mögliche Wahrnehmung“ zum Inhalt (17) und sind daher zumindest prinzipiell verifizierbar.
Metaphysische Aussagen stellen nun nach Ayer weder analytische noch empirische Propositionen dar. Sie geben vor, dass sie „sich auf eine die Grenzen aller möglichen Sinneserfahrung transzendierende ‚Realität’“ beziehen (42). Ayer bestreitet nicht, dass sich metaphysische Aussagen auf innere Gefühle beziehen können; der Bezug auf ein „transzendentes Seiendes“ mache aber ihre Verifikation grundsätzlich unmöglich:

„Wenn jemand mit der Behauptung, er sehe Gott, nur behauptet, dass er eine besondere Art von Wahrnehmungsinhalt erfährt, dann leugnen wir nicht für einen Augenblick, dass seine Behauptung wahr sein mag. Gewöhnlich aber sagt jemand mit der Aussage, er sehe Gott, nicht nur, dass er ein religiöses Gefühl erfährt, sondern auch, dass es ein transzendentes Seiendes als Gegenstand dieses Gefühls gibt.“

Für Ayer ist der psychologische Grund metaphysischer Aussagen in dem „Aberglauben“ zu suchen, „jedem Wort oder jeder Wendung, die das grammatische Subjekt eines Satzes sein kann, müsse irgendwo ein wirklich Seiendes entsprechen“ (55). Ayer nennt als Beispiele den Begriff des „Nichts“ und die Wirklichkeit von „Allgemeinbegriffen“ (55). Das von Ayer angebotene Therapiemittel stellt die logische Analyse der Sätze dar. Diese habe die „Umwandlung von Sätzen über materielle Dinge in Sätze über Wahrnehmungsinhalte“ zum Ziel (83). So sei z. B. „das Symbol ‚Tisch’ in Begriffen von bestimmten Symbolen definierbar […], die für  Wahrnehmungsinhalte stehen – nicht ausdrücklich zwar, doch in ihrer Verwendung“ (82).
Logische und mathematische Aussagen haben nach Ayer den Status notwendiger und allgemeingültiger Wahrheit, da sie durch keine sinnliche Erfahrung widerlegt werden können. Ayer führt diese „Notwendigkeit“ gewissermaßen auf psychologische Gründe zurück:

„Sie registrieren einfach unsere Bereitschaft, Wörter in bestimmter Weise zu verwenden. Wir können sie nicht leugnen, ohne mit den Konventionen zu brechen, die mit unserer Leugnung selbst vorausgesetzt werden, und so einem Widerspruch zu verfallen. Und das ist der einzige Grund ihrer Notwendigkeit.“

Empirische Propositionen sind nach Ayer stets hypothetisch; sie können niemals „als notwendig und allgemeingültig erwiesen werden“ (94). Eine Ausnahme stellen die sog. „Basispropositionen“ dar. Sie sind dadurch charakterisiert, „dass sie sich ausschließlich auf einen einzigen Erfahrungsinhalt beziehen“ (15). Sie werden eben durch das „Auftreten der Erfahrung, auf die allein sie sich beziehen“ verifiziert.
In Bezug auf ethische Fragestellungen vertritt Ayer einen Emotivismus. Moralische Sätze lassen sich demnach weder als analytische noch als empirische Propositionen verstehen. Sie dienen vielmehr dem Ausdruck von Gefühlen oder von Einstellungen des Sprechers und sollen bei anderen Gefühle hervorrufen, um so Handlungen auszulösen:

„Das Vorhandensein eines ethischen Symbols in einer Proposition fügt ihrem tatsächlichen Inhalt nichts hinzu. Wenn ich daher zu jemand sage ‚Du tatest Unrecht, als du das Geld stahlst’, dann sage ich nicht mehr aus, als ob ich einfach gesagt hätte, ‚Du stahlst das Geld’. Indem ich hinzufüge, dass diese Handlung unrecht war, mache ich über sie keine weitere Aussage. Ich zeige damit nur meine moralische Missbilligung dieser Handlung. Es ist so, als ob ich ‚Du stahlst das Geld’ in einem besonderen Tonfall des Entsetzens oder unter Hinzufügung einiger besonderer Ausrufezeichen geschrieben hätte. Der Tonfall oder die Ausrufezeichen fügen der Bedeutung des Satzes nichts hinzu. Sie dienen nur dem Hinweis, dass sein Ausdruck von gewissen Gefühlen des Sprechers begleitet wird.“